# Palestina (región)

Límites históricos de la región de Palestina: en verde, Siria Palestina (dividida después en Palestina Prima, Palestina Secunda y Palestina Salutaris); en rojo, el Mandato británico de Palestina; en azul, la Línea Verde.

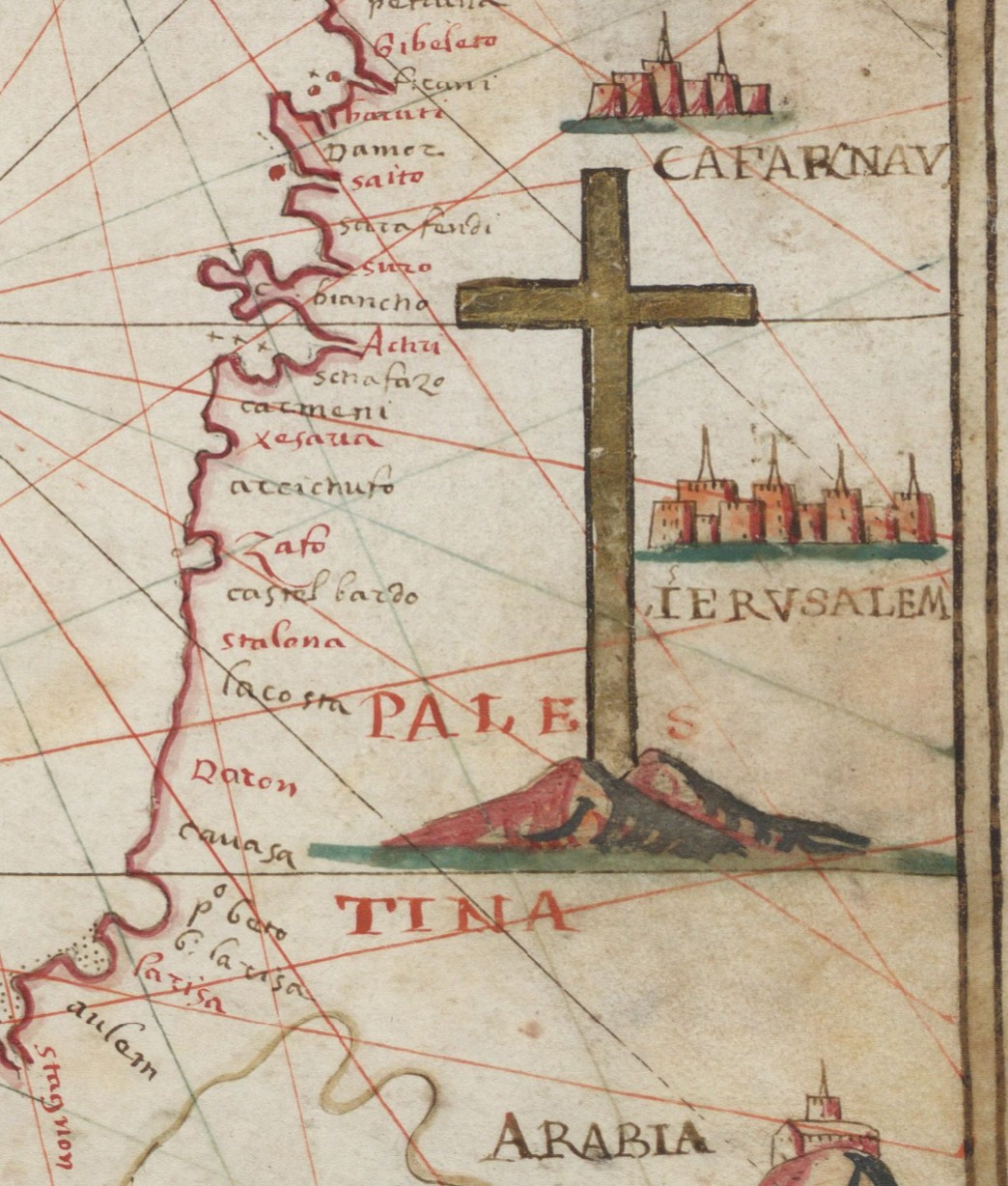
Palestina en un atlas náutico de 1583.

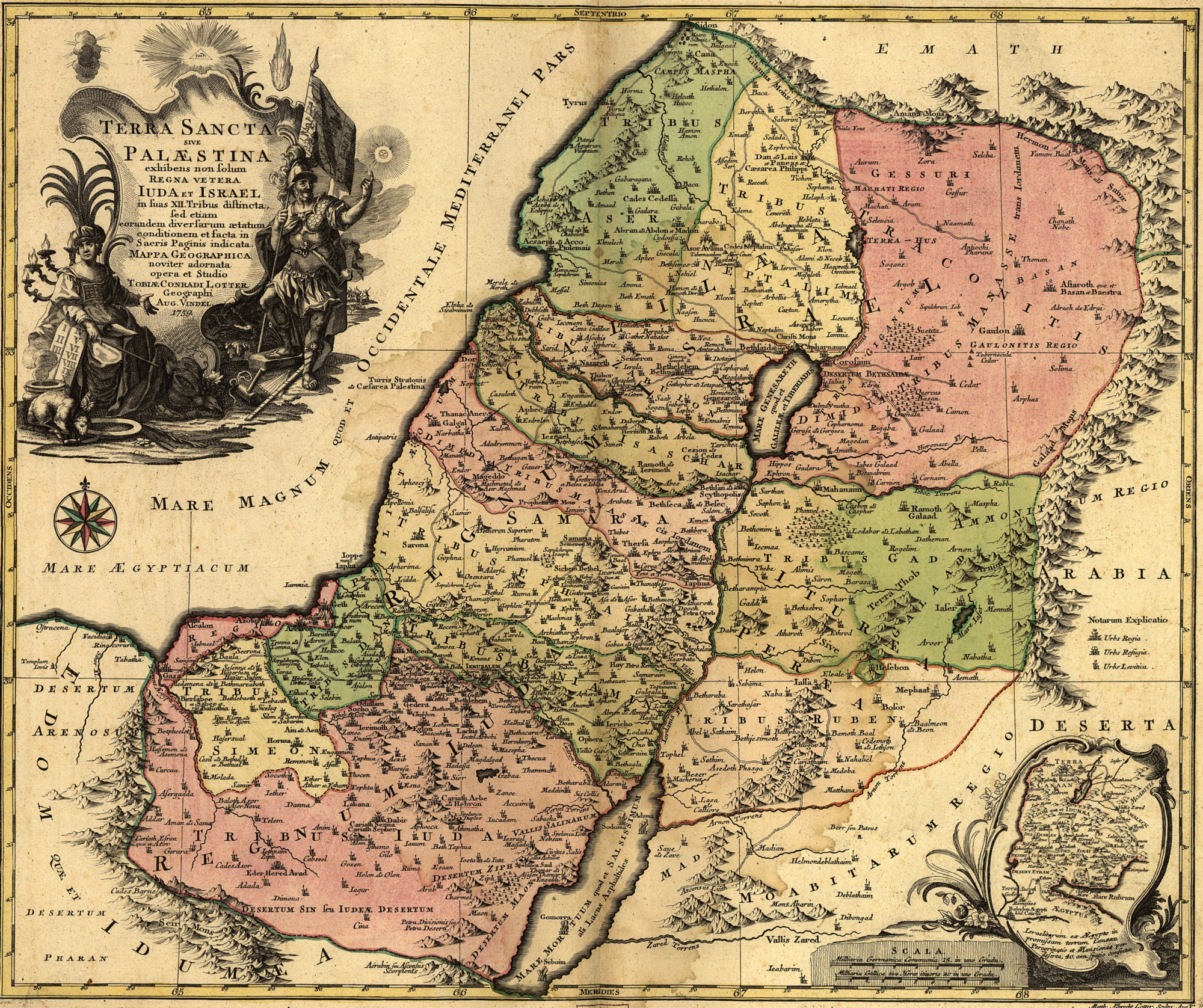
Palestina en 1759.

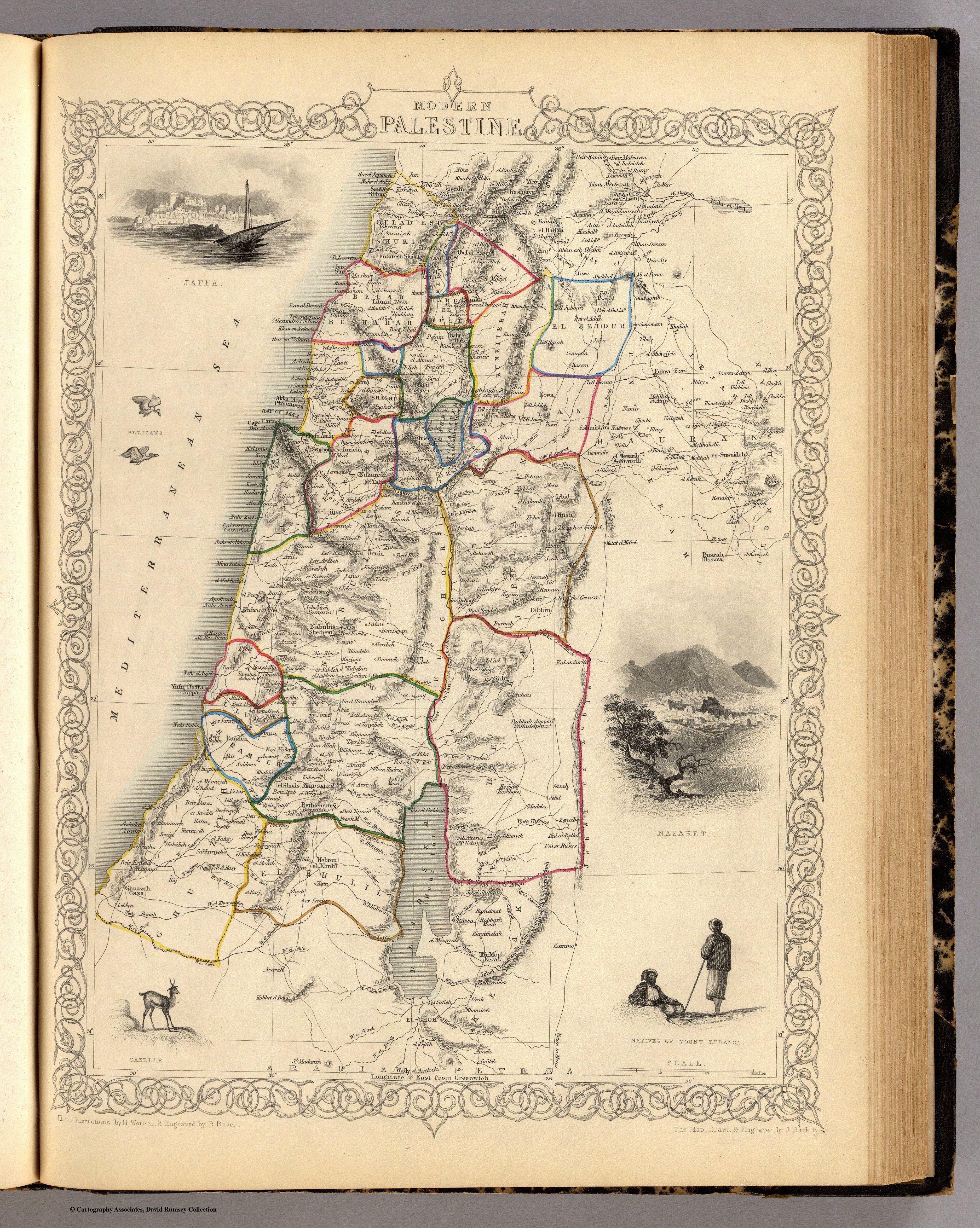
Palestina en 1851.

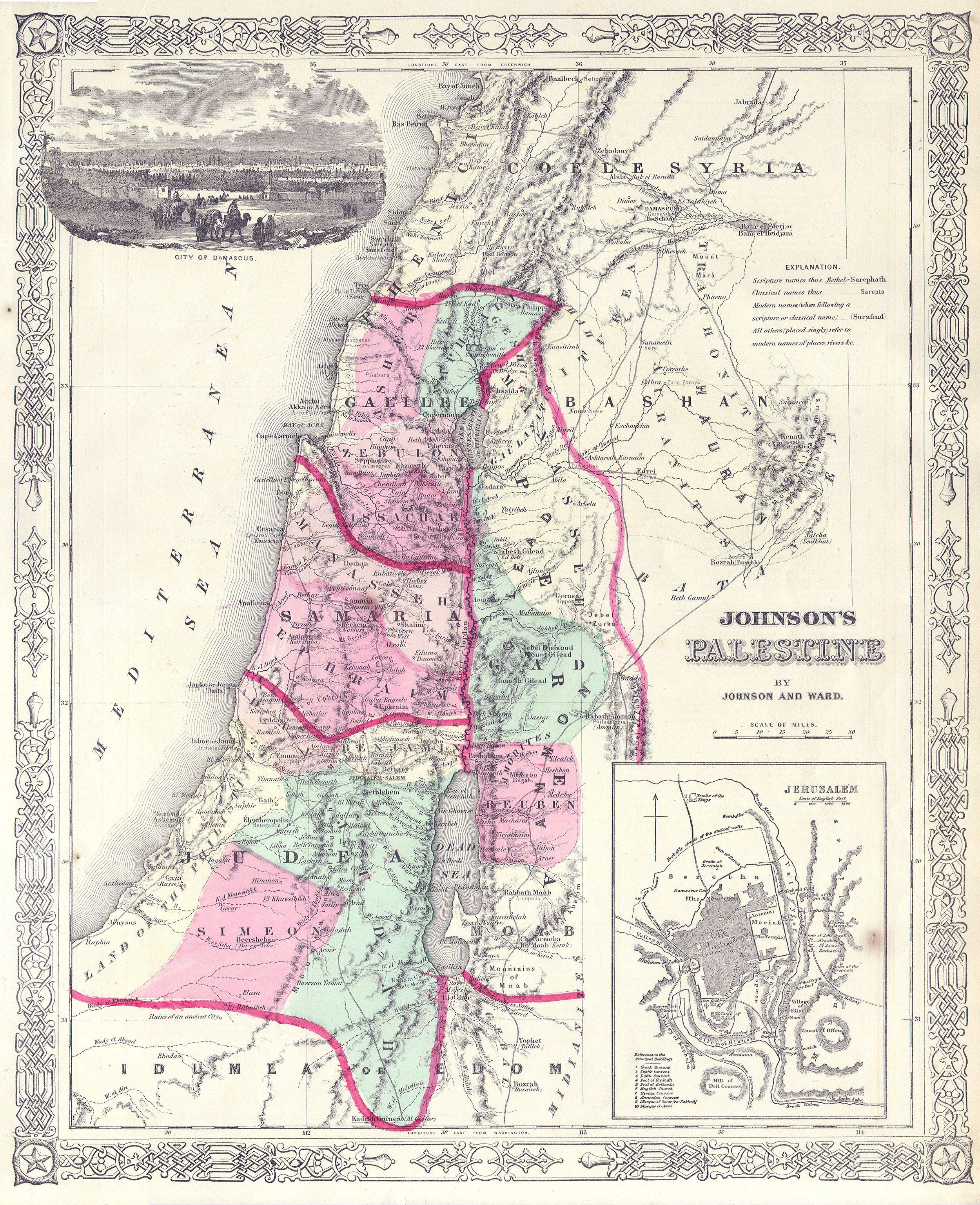
Palestina en 1864.

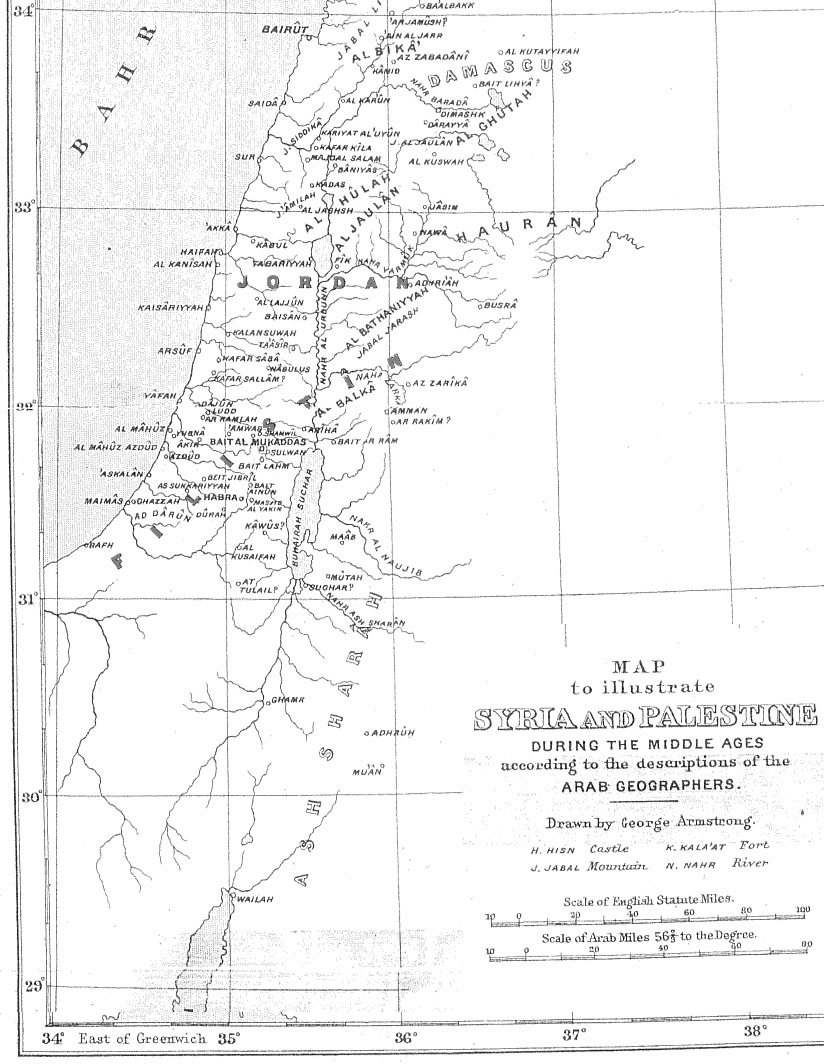
Mapa de Palestina en 1890, según la descripción de geógrafos árabes medievales.

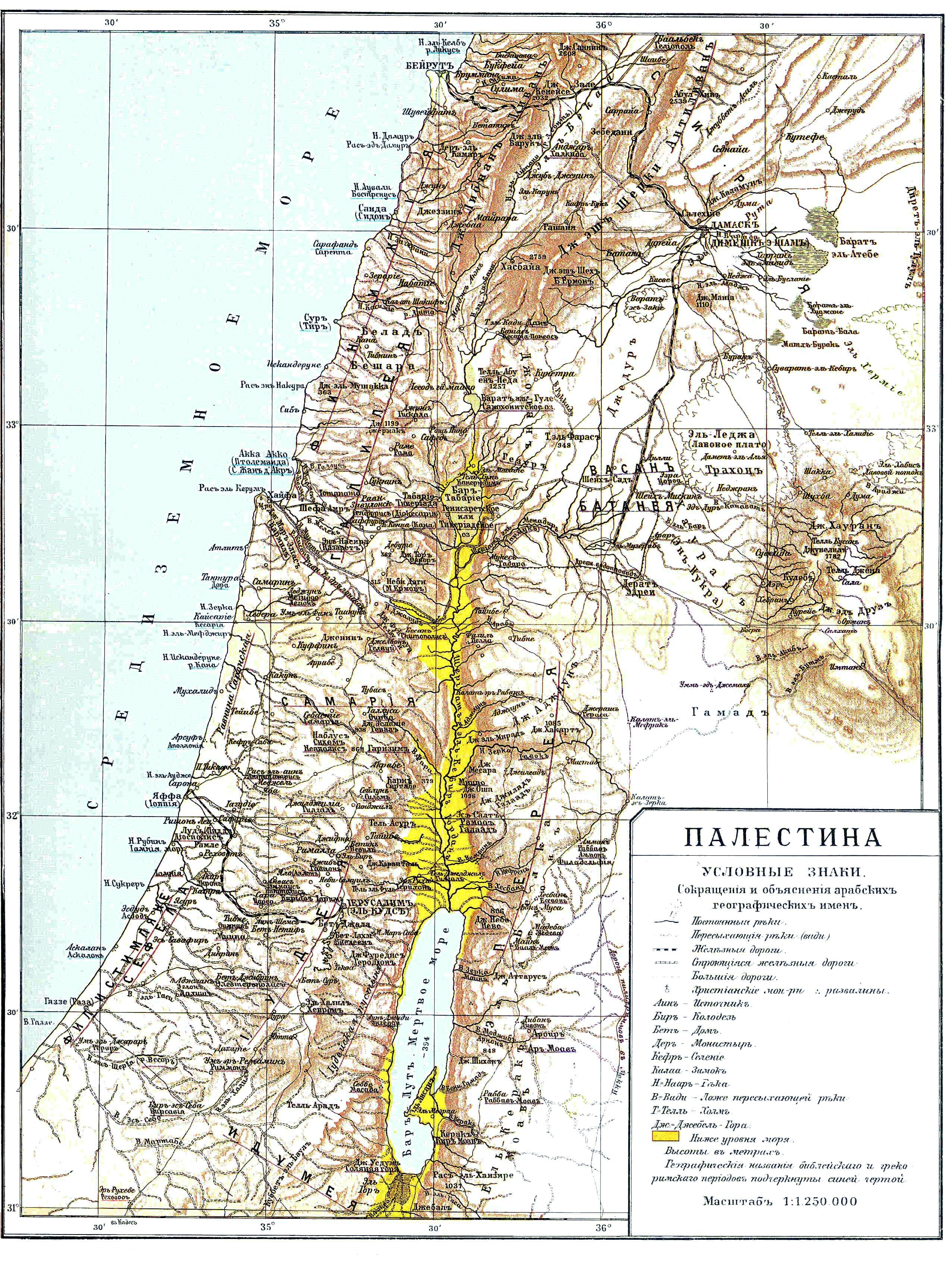
Palestina en 1900.

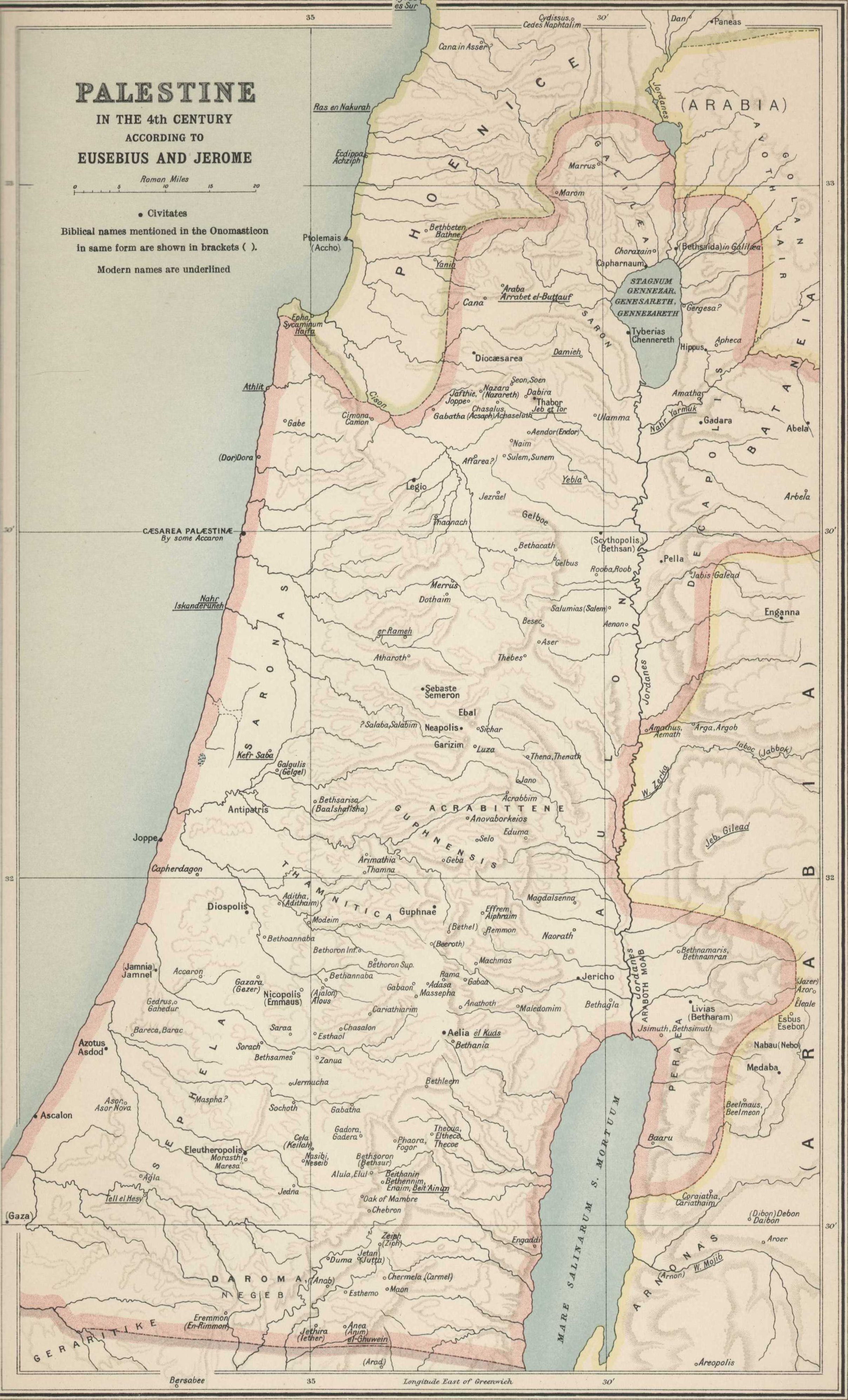
Mapa de Palestina de 1915, según la descripción del s. IV.

Palestina en 1920 (mandato británico).

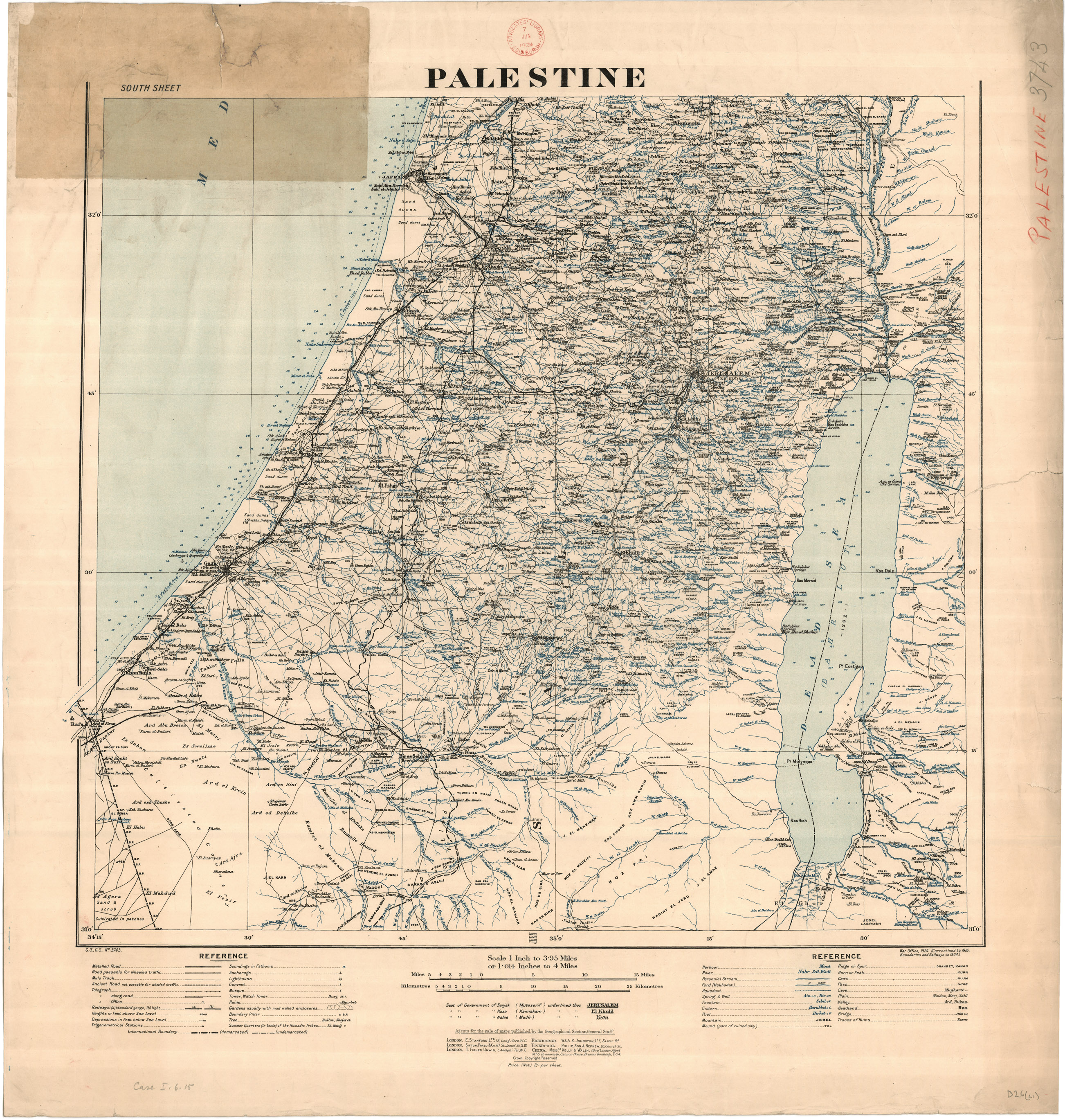
Palestina en 1924.

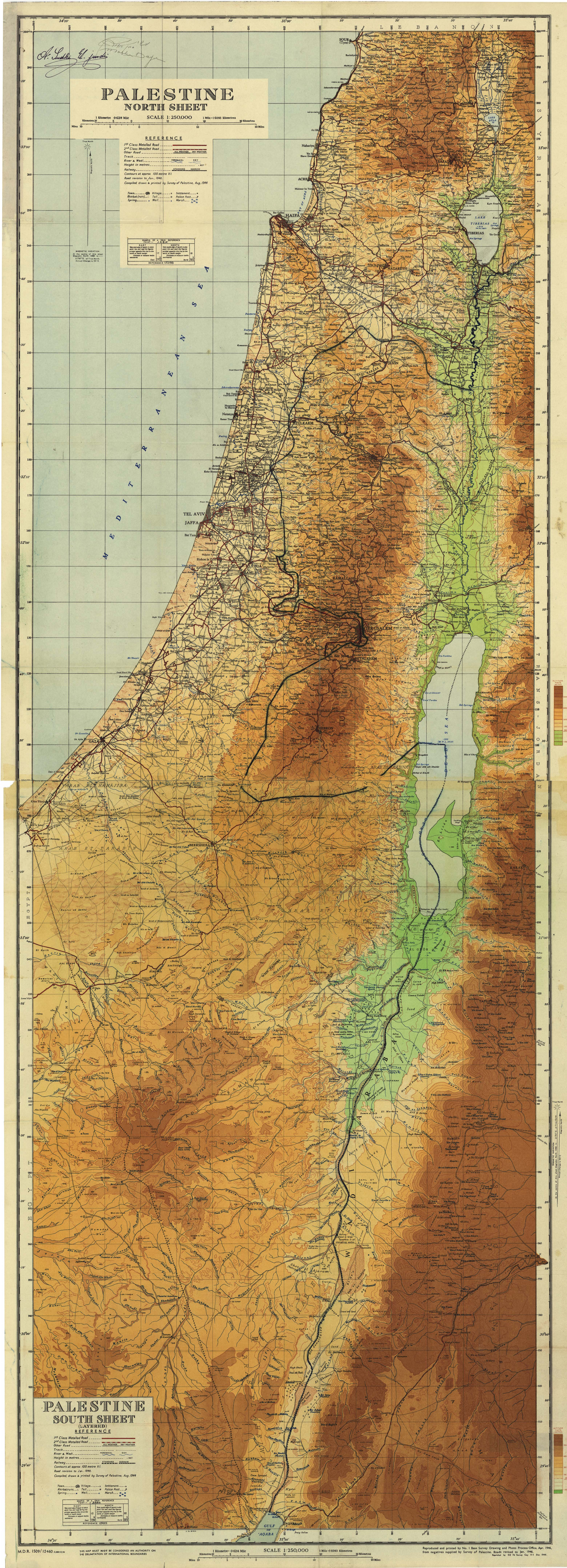
Palestina en 1946.

Palestina, desde un punto de vista geográfico e histórico, es el nombre que recibe el territorio comprendido aproximadamente entre el mar Mediterráneo y el valle del río Jordán (de oeste a este), y entre el río Litani y el Néguev, sin incluir el Sinaí (de norte a sur).

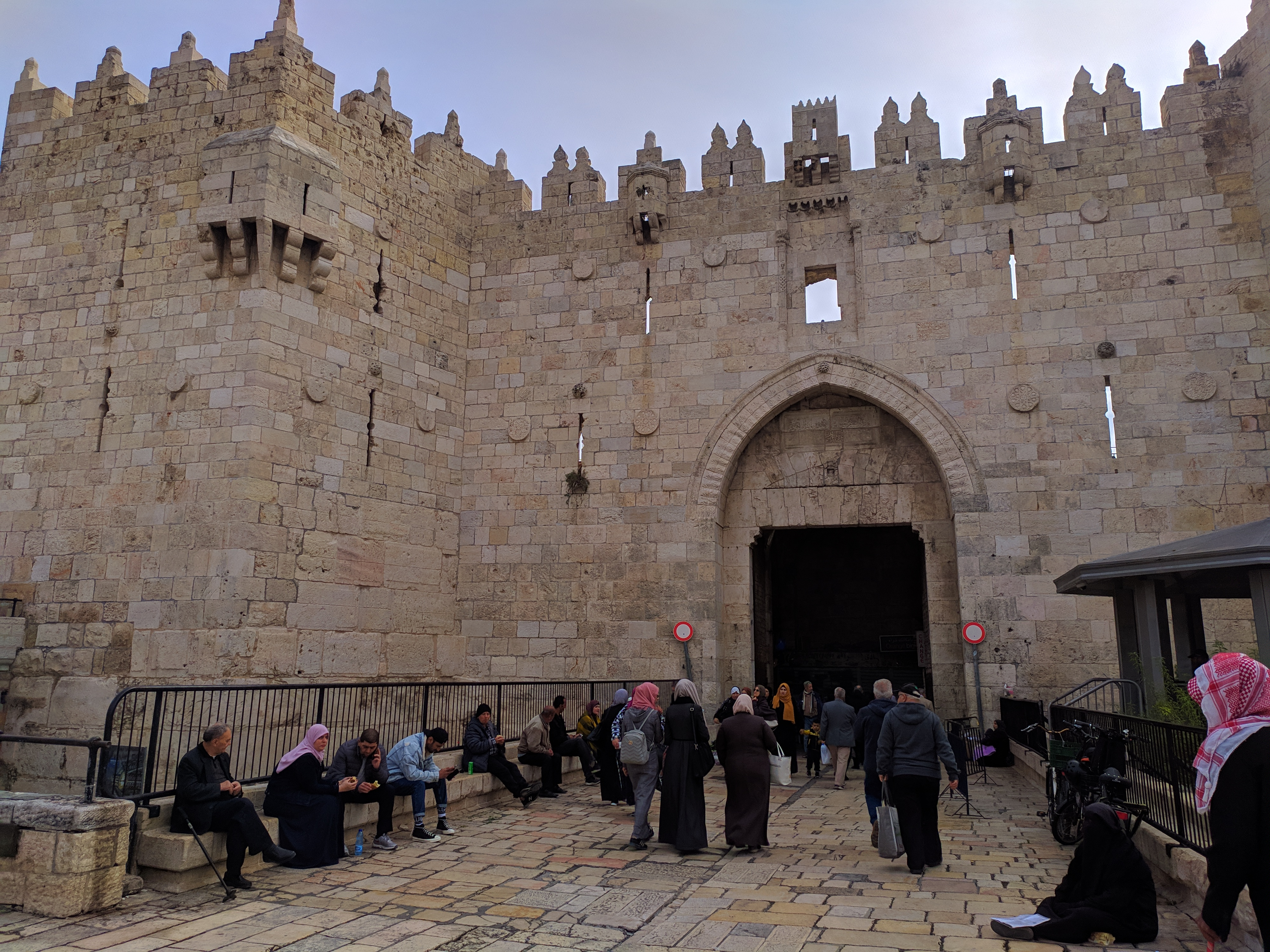
Puerta de Damasco (Jerusalén)

La región ha tenido muchos nombres desde tiempos remotos, y fue nombrada Palestina por primera vez cuando el emperador romano Adriano sofocó la revuelta de Bar Kojba en el año 135 d. C. y decretó renombrar como Provincia de Siria Palestina la anteriormente denominada Provincia de Judea. Desde entonces, y hasta la creación del Estado de Israel y el establecimiento de la Autoridad Nacional Palestina en el siglo XX, la región fue casi siempre parte de algún reino o imperio mayor, por lo que ha ido cambiando de nombres, y, solo excepcionalmente, constituyó por sí misma una unidad política independiente, como el Reino de Jerusalén durante las Cruzadas.
En esta región se distinguen tres zonas geomorfológicas, de oeste a este: la llanura litoral mediterránea, la cordillera central y el valle del Jordán, la depresión más profunda de la Tierra. A estas tres regiones hay que sumar la del desierto del Néguev, constituido por una planicie y montañas de naturaleza calcárea, situado al sur de la zona. Las regiones áridas ocupan más de la mitad del territorio. No obstante, aun siendo desierto buena parte del territorio, en los valles abundan los lirios y árboles como pinos, eucaliptos, olivos y acacias. Las retamas crecen esporádicamente en el desierto del Néguev.
En hebreo, la región sigue siendo denominada en la mayoría de los casos Eretz Yisra'el (Tierra de Israel), relegando la palabra Palestina a las entidades político-territoriales (los Territorios Palestinos, el Estado de Palestina, etc.).

## Clima
La región está situada entre los desiertos de África y Asia de una parte, y el mar Mediterráneo, cálido y húmedo, de la otra, lo que produce una encrucijada de influencias climáticas que han permitido distinguir hasta cuarenta tipos distintos de clima en tan reducida superficie. El régimen térmico varía notablemente con la altitud y la continentalidad, especialmente en invierno: de oeste a este se va pasando de un clima típico mediterráneo a uno continental. Las regiones montañosas suelen ser ventosas y muy frías, a veces con nevadas; el pico del monte Hermón está cubierto de nieve la mayor parte del año. Las zonas costeras tienen un típico clima mediterráneo con inviernos templados y húmedos y veranos muy calurosos y secos. En el extremo sur, en el golfo de Áqaba, el clima es desértico.
En general se aprecia una estación seca entre abril y octubre y una lluviosa desde octubre-noviembre hasta abril; de mayo a septiembre, son raras las precipitaciones en Palestina; el mayor porcentaje de lluvias se alcanza entre mediados de enero y principios de marzo. La pluviosidad se incrementa de sur a norte y de este a oeste.

## Etimología
Como ya se mencionó, la región recibió diversos nombres desde la antigüedad. Los egipcios le llamaron Canaán, los hebreos Israel, y los romanos la dividieron en tetrarquías, entre las que estuvieron las de Galilea y Judea (nombres preexistentes para esas zonas en la lengua y tradición hebrea), para luego darle el nombre de Palestina en el siglo II d. C., concretamente, en 135 d. C., cuando el emperador Adriano aunó la provincia de Judea con la de Galilea para crear una nueva provincia denominada Siria Palestina. Por su parte, los cruzados la denominaron Tierra Santa.
El término Palestina tiene su origen en el pueblo filisteo, que se asentó en la zona en el siglo XII a. C., y al que los judíos aludían como «P'lishtim», los acadios «Palastu» y los egipcios «Palusata». Sin embargo, el pueblo filisteo había dejado de existir en el siglo VI a. C., cuando la federación filistea perdió su autonomía tras la conquista asiria de 722 a. C..
El nombre de Palestina fue una nueva denominación utilizada por los romanos para borrar el nombre de Israel, como parte de la represión y damnatio memoriae decretada por Roma tras la revuelta de Bar Kojba, y es por este motivo que la tradición posterior habla de la expulsión de los judíos de «Palestina». El nuevo nombre de la provincia (así como el de Jerusalén, que fue renombrada Aelia Capitolina) tuvo como fin completar la disociación del pueblo judío con Judea.

## Historia
Palestina, cuna de civilizaciones y de religiones, encrucijada de caminos, es la Tierra Santa de cristianos, judíos y musulmanes. Históricamente ha sido una región de conflictos religiosos y territoriales que aún perduran de forma muy aguda en el llamado conflicto árabe-israelí.

### Prehistoria
La presencia humana en esta región data de miles de años. Se han encontrado restos de una primera migración procedente del norte de África de hace 90 000 años y de la cual probablemente no hubo descendientes vivos. Desde hace 40 000 años arribaron poblaciones diferentes que pasaron del África oriental al suroeste de Asia y migraron desde las costas del golfo Pérsico hacia el Medio Oriente.

### Edad Antigua
Durante la Edad de Bronce y hacia el IV milenio a. C. ya había en la región ciudades como Jericó, Gezar, Megido y Lajich y áreas densamente pobladas. Se cultivaba el trigo, olivos, chufa, higos y uvas. Se han encontrado abundantes muestras de alfarería, metalurgia y evidencias claras de intensa domesticación de animales y desarrollo de la ganadería.
Hacia el 2000 a. C. la región fue ocupada por pueblos de lenguas semíticas. Está demostrado el origen común del idioma fenicio, las lenguas cananeas y el idioma hebreo, lo que sugiere que estas lenguas procedían de una corriente de población común, que conquistó la región; los fenicios establecieron sus ciudades y redes comerciales en la costa del mar Mediterráneo, en tanto los cananeos dominaron las ciudades antiguas y fundaron otras.
Desde el 1150 a. C., numerosos documentos egipcios se refieren a un pueblo vecino llamado peleset (transliterado en los jeroglíficos como prst, usualmente vocalizado como parusata) durante la XII dinastía de Egipto. Se cree que la primera mención se encuentra en los textos del templo de Medinet Habu, que indica que un pueblo llamado peleset formaba parte de los pueblos del mar que invadieron Egipto durante el reinado de Ramsés III, la última mención conocida es en la estatuilla de Padiiset. Los asirios llamaban Palashtu o Pilistu a este mismo país. En el 800 a. C., el rey Adad-Nirari III (en las tablas de Nimrud) los menciona. Un siglo después también lo hizo Sargón II en sus Anales. Los peleset se identifican generalmente con los filisteos mencionados en la Biblia. Hablaban un idioma al parecer no relacionado con las lenguas cananeas, el filisteo, y se establecieron en cinco ciudades-estado, entre las cuales estaban Gaza y Ascalón. La convivencia entre peleset y hebreos se caracterizó por conflictos periódicos por el dominio del país, lo que obligó a los hebreos a unirse y formar un reino con Saúl.
Los hebreos eran pastores y campesinos henoteístas, una parte de los cuales descendía de grupos de lengua semita que habían emigrado a Egipto, donde fueron esclavizados según relata la Biblia, y luego retornaron a Canaán. Algunos historiadores los identifican con los apiru, grupos nómadas marginales que surtían a los cuerpos mercenarios o de esclavos por todo el Creciente fértil. A partir del 1200 a. C. los hebreos comienzan a conquistar las ciudades cananeas y a derrocar a sus reyes, proceso que se culminó hacia el año 1000 a. C. con la toma de Jerusalén.
La región se caracterizó por la diversidad étnica y por ser un lugar de paso entre África y Asia. Durante la mayor parte del tiempo la región perteneció a los distintos imperios que dominaban la zona, como el egipcio, asirio y persa.
El reino hebreo de David y Salomón se dividió en los reinos de Israel al norte y Judá al sur. El primero fue destruido por el imperio de Asiria en 721 a. C. y el segundo por Nabucodonosor en 587 a. C., quien estableció la dominación de Babilonia en toda la región y deportó a una parte de sus habitantes. Babilonia, fue conquistada por el Imperio persa en 539 a. C. El rey Ciro II el Grande y sus sucesores permitieron el retorno de los deportados y permitieron autonomía a sus habitantes hebreos; entre los que volvieron y los que estaban se produjeron roces, estableciéndose las autoridades de los samaritanos en Siquem (hoy Nablús) y las autoridades judías en Jerusalén.
Alejandro Magno conquistó la región en 331 a. C. Durante el llamado período helenístico esta región estuvo bajo el dominio de sus sucesores, primero de los lágidas de Egipto hasta el 197 a. C., y luego de los seléucidas hasta el 142 a. C.
Los judíos se rebelaron en repetidas ocasiones, principalmente por motivos religiosos, encabezados por los macabeos o hasmoneos, y en algunos momentos consiguieron gobernar parte del país hasta el 63 a. C. En esa fecha Pompeyo ocupó Judea, conquistando Jerusalén al aprovechar las disputas entre saduceos y fariseos, y estableciendo la dominación romana, primero bajo reyes «autónomos» (Herodes el Grande), y luego bajo la forma de provincia romana. La derrota de las rebeliones judías en los años 70 y 135 causaron grandes deportaciones de judíos, que dieron inicio a la Diáspora.[cita requerida] Asimismo, tras la segunda de estas guerras (la rebelión de Bar Kojba), Adriano eliminó la provincia romana de Judea, fusionándola con la provincia romana de Siria para constituir la provincia de Siria Palestina.

### Edades Media y Moderna
Al dividirse el Imperio romano, Palestina quedó bajo la dominación del Imperio de Oriente hasta el 636, cuando se produjo la conquista islámica de la región por los árabes. Los árabes dividieron el Levante mediterráneo en cuatro provincias y llamaron Yund Filastin a la ubicada en Palestina. La región estuvo sucesivamente bajo el dominio de la dinastía Omeya (661-750), el califato abasí y los turcos selyúcidas (1071).
Las Cruzadas fracasaron en establecer el dominio europeo duradero en Tierra Santa. La Primera Cruzada logró derrotar a los selyúcidas en 1098, tras lo cual el califato fatimí ocupó Jerusalén. Los cruzados lograron tomar de nuevo la ciudad y establecieron allí el reino de Jerusalén del 15 de julio de 1099 al 2 de octubre de 1187 cuando la ciudad fue reconquistada por el sultán Saladino, que estableció la dinastía de los ayubíes en Egipto y Siria; reemplazada por la dinastía de los mamelucos, también en Egipto, que dominó la región hasta 1516 cuando fueron derrotados por los turcos otomanos dirigidos por Selim I.
La región de Palestina fue parte de la Siria Otomana, bajo dominio del Imperio otomano durante cuatro siglos hasta la I Guerra Mundial. Desde los años 1880 el sur era parte del sanjacado separado de Jerusalén, mientras el norte dependía del vilayato de Beirut y el este del río Jordán dependía del vilayato de Damasco.

### Edad Contemporánea
En 1916, durante la Primera Guerra Mundial, Gran Bretaña conquistó la región. Al finalizar la guerra (1918), Francia e Inglaterra dirigieron la partición del Imperio otomano. La Conferencia de San Remo y el Mandato de la Sociedad de Naciones crearon el Mandato Británico de Palestina. Durante la guerra los británicos buscaron el apoyo del sionismo con la Declaración Balfour y en consecuencia favorecieron la creación en Palestina del hogar nacional judío. De él quedó excluida la parte situada al este del río Jordán donde colocaron a uno de sus aliados hachemíes, Abdullah ibn Husayn, como emir de Transjordania. Aun así, la creciente inmigración judía provocó levantamientos de la población árabe, respondidos por los judíos, creciendo la violencia entre ambas comunidades.
Al fin en 1948 los británicos decidieron retirarse dejando el problema en manos de la ONU (pues era un territorio bajo mandato internacional) y la ONU acordó el reparto del Mandato Británico en dos Estados, uno judío y otro árabe, aproximadamente iguales en extensión, según resolución 181 (II) de la Asamblea General de 1947. Tras la retirada británica, los judíos proclamaron la independencia del Estado de Israel en mayo de 1948, mientras que los árabes no aceptaron el reparto y declararon la guerra dos días después de la proclamación de la independencia del Estado judío. La guerra árabe-israelí de 1948, la primera de una serie de contiendas, culminó en un armisticio en 1949, que tuvo como consecuencia la ampliación del territorio de Israel y de Transjordania (que se anexionó Cisjordania). Por su parte, Egipto pasó a administrar la Franja de Gaza.
La reivindicación explícita de una nación palestina independiente data de principios del siglo XX, con la creación de periódicos y sociedades nacionalistas. Cabe destacar que, hasta bien entrada la segunda mitad del siglo XX, la reivindicación nacional palestina convivió en conflicto con la tendencia política baathista que reivindicaba a Palestina como la parte sur de la Gran Siria. Esta corriente fue perdiendo su influencia, hasta desaparecer por completo con la fundación de la OLP, en 1964.
En 1967, Israel respondió a los preparativos para la guerra total por parte de todos los países limítrofes, y lanzó un ataque preventivo contra Egipto, Siria y Jordania; lo que dio lugar a la guerra de los Seis Días. El resultado de dicha guerra fue que Israel tomó el control de Cisjordania y Gaza, conquistó los Altos del Golán, la península del Sinaí y se anexionó Jerusalén Este (incluida la Ciudad Vieja). Israel devolvió el Sinaí a Egipto tras los acuerdos de Camp David y se retiró unilateralmente de la Franja de Gaza en el verano de 2005.
A raíz de los Acuerdos de Oslo, en los Territorios Palestinos de la Franja de Gaza y Cisjordania se estableció la Autoridad Nacional Palestina, una administración autónoma palestina reconocida internacionalmente y que tiene el mandato de sentar las bases del futuro Estado palestino. El Gobierno de Israel está construyendo una barrera física en protección de la seguridad de sus ciudadanos, cuyo trazado ha sufrido varias denuncias ante el Tribunal Internacional de La Haya; asimismo, el Tribunal Supremo de Israel ha anulado diversas ampliaciones e introducido cambios en su trazado. Un informe de Naciones Unidas estima que dicha barrera redibujaría la línea de armisticio de 1948, la llamada Línea Verde, pudiendo llegar a aislar un 14,5 % del territorio Cisjordania y alterando así la vida de cientos de miles de palestinos.